# 亞士堅街警署
亞士堅街警署，又稱亞士堅街臨時拘押所（Erskine Street Watch House），是澳洲新南威爾斯州雪梨的一座警署及臨時拘押所舊址，位於亞士堅街82號。
該建築建於1827年，1910年及1920年代初期兩度擴建，後於1978年轉由慈善機構使用，現為開放式無家青年中心。
該建築於1999年4月2日列入新南威爾斯州文物名錄。